# Christian Günter
Christian Günter (født d. 28. februar 1993) er en tysk professionel fodboldspiller, som spiller for Bundesliga-klubben SC Freiburg og Tysklands landshold.

## Klubkarriere

### Freiburg
Günter har været del af Freiburgs akademi siden han var 9 år gammel, og gjorde sin professionelle debut for klubben i 2012. Han har indtil videre tilbragt hele sin professionelle karriere hos Freiburg, og er på nuværende tidspunkt spilleren med næstflest kampe spillet for klubben nogensinde. Günter var del af holdet da Freiburg vandt 2. Bundesligaen i 2015-16 sæsonen.
Günter blev valgt til årets hold i Bundesligaen i 2019-20 sæsonen.

## Landsholdskarriere

### Ungdomslandshold
Günter har repræsenteret Tyskland på U/20- og U/21-niveau.

### Seniorlandshold
Günter gjorde sin debut for seniorlandsholdet den 13. maj 2014.
Günter var del af Tysklands trup til EM 2020.

## Titler
SC Freiburg
- 2. Bundesliga: 2015-16.

Individuelle
- Årets Hold i Bundesligaen: 2019-20.